# Port lotniczy Kukës
Port lotniczy Kukës – port lotniczy zlokalizowany w albańskim mieście Kukës.

## Kierunki lotów i linie lotnicze
| Linia Lotnicza | Kierunek               |
| -------------- | ---------------------- |
| Air Albania    | Sezonowo: 1. / Bazylea |